# Two Way Monologue
Two Way Monologue est le deuxième album de l'auteur-compositeur-interprète norvégien Sondre Lerche, sorti en 2004.

## Liste des pistes
Toutes les chansons sont écrites par Sondre Lerche.
1. "Love You" – 1:37
2. "Track You Down" – 4:38
3. "On the Tower" – 3:49
4. "Two Way Monologue" – 5:42
5. "Days That Are Over" – 4:09
6. "Wet Ground" – 3:11
7. "Counter Spark" – 4:13
8. "It's Over" – 3:11
9. "Stupid Memory" – 4:10
10. "It's Too Late" – 5:18
11. "It's Our Job" – 2:47
12. "Maybe You're Gone" – 4:49
13. "Johnny Johnny Ooh Ooh" – 23:45 (piste bonus de l'édition japonaise)

## Crédits
- Toutes les chansons écrites et composées par Sondre Lerche Vaular.
- Produit par Jørgen Træen et HP Gundersen.
- Arrangé par l'artiste et les producteurs.
- Logo et conception de la couverture par Dave Kinsey, BLK/MRKT